# Ralf-Peter Märtin

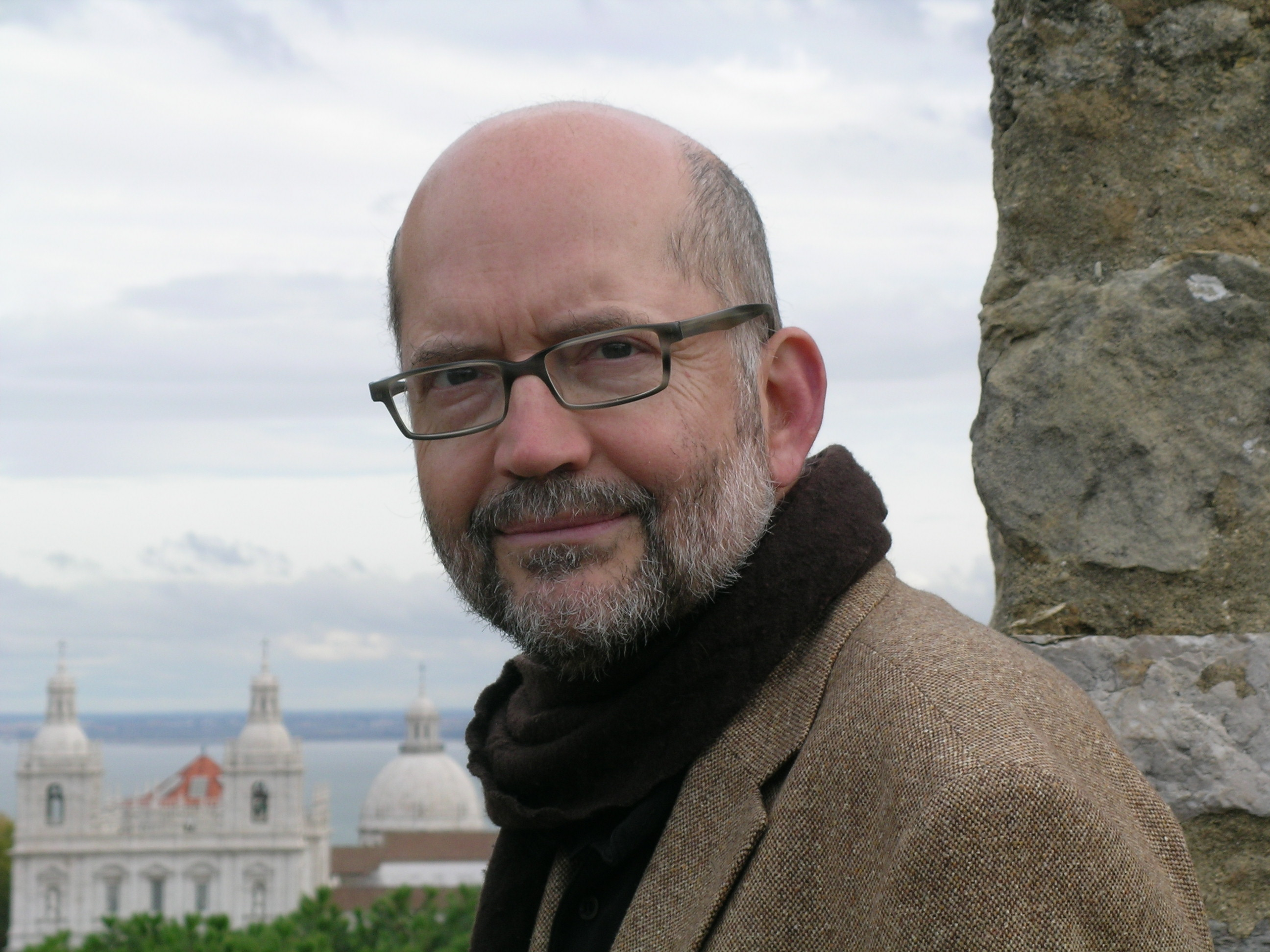
Ralf-Peter Märtin (2016)

Ralf-Peter Märtin (* 6. Oktober 1951 in Eisenach; † 26. April 2016 in Brensbach) war ein deutscher Historiker, Wissenschaftsjournalist, Sachbuchautor und Verlagsmanager.

## Leben
Märtin studierte von 1973 bis 1982 Germanistik, Alte Geschichte und südosteuropäische Geschichte an der Technischen Universität Berlin und der FU Berlin; hierbei kam es zu Forschungsaufenthalten in London, Ann Arbor (Michigan) und Bukarest. 1982 promovierte er bei Norbert Miller über das Thema Wunschpotentiale. Geschichte und Gesellschaft in Abenteuerromanen.
1984 begann Märtin als Sachbuchlektor im Piper Verlag, München. Er wurde 1987 Programmleiter, 1989 Verlagsleiter und war von 1992 bis 1994 Programmgeschäftsführer. Von 1995 bis 1999 arbeitete er als verlegerischer Geschäftsführer der Verlagsgruppe Beltz in Weinheim.
Ab 2000 arbeitete er ausschließlich als freier Journalist und Sachbuchautor (u. a. als Reporter für GEO, GEO Epoche, GEO Spezial, National Geographic Deutschland, Die Zeit und Frankfurter Allgemeine Zeitung) und war als Autor mit Schwerpunkt Geschichte, Archäologie, Alpingeschichte, Expeditionen tätig. In dieser Eigenschaft war er unter anderem unterwegs in Bolivien, Peru, der Sahara, Namibia, Pakistan, Iran, Indien, Nepal, Tibet, Mongolei, Ägypten, Tunesien, Marokko, Israel, Syrien, Jordanien. In Europa recherchierte er mit dem Schwerpunkt Archäologie (Limes von Schottland bis zum Euphrat, Himmelsscheibe von Nebra, Varusschlacht, Schlacht am Harzhorn und den Reiterstatuen von Waldgirmes). Er unternahm zahlreiche Reisen mit Reinhold Messner, die u. a. in dem Gemeinschaftswerk Meine heiligen Berge (Ullstein) ihren Niederschlag fanden.
Von 2000 bis 2005 war er Lehrbeauftragter an der Universität Leipzig im Fach Buchwissenschaft. 2005 war er Gründungsmitglied der Deutschen Gesellschaft zur Geschichte der Sportwissenschaft, Köln. In diesem Zusammenhang kam es zu zahlreichen wissenschaftlichen Veröffentlichungen zur alpinen Kulturgeschichte.
Von 2011 bis 2012 verfasste er als Senior Fellow des Exzellenzcluster TOPOI, Berlin, den Ausstellungsband Jenseits des Horizonts. Raum und Wissen in den Kulturen der Alten Welt (Konrad Theiss Verlag).

## Buchveröffentlichungen als Autor
- Wunschpotentiale: Geschichte und Gesellschaft in Abenteuerromanen, Hain Verlag, Königstein/Ts. 1983 (Diss.).
- Dracula: Das Leben des Fürsten Vlad Tepes, S. Fischer Verlag, Frankfurt am Main 2016 (8. Aufl.), ISBN 978-3-596-03457-4.
- Die Varusschlacht: Rom und die Germanen, Fischer-Verlag, Frankfurt/M. 2010, (6. Aufl.), ISBN 978-3-10-050612-2.
- Pontius Pilatus: Römer, Ritter, Richter, S. Fischer Verlag, Frankfurt/M. 2012 (3. Aufl.), ISBN 3-596-19265-X.
- Jenseits des Horizonts. Raum und Wissen in den Kulturen der Alten Welt, Theiss Verlag, Stuttgart 2012, ISBN 978-3-8062-2621-8.
- Meine heiligen Berge (zus. mit Reinhold Messner), Ullstein Verlag, Berlin 2013, ISBN 978-3-550-08891-9.
- Nanga Parbat: Wahrheit und Wahn des Alpinismus, Malik Verlag, München 2014, (3. Aufl.), ISBN 3-8270-0425-X.
- Die Alpen in der Antike: Von Ötzi bis zur Völkerwanderung. Mit einem Nachwort von Christoph Ransmayr, S. Fischer Verlag, Frankfurt/M. 2017, ISBN 978-3-10-002539-5.

## Buchveröffentlichungen als Herausgeber
- Berge aus dem All (zus. mit Reinhold Messner und dem Deutschen Institut für Luft- und Raumfahrt), Frederking & Thaler Verlag, München 2005, (2. Aufl.), ISBN 978-3-89405-652-0.
- Die Messner-Brüder am Nanga Parbat, Südwest Verlag, München 2010, ISBN 978-3-517-08622-4.
- Reinhold Messner – Mein Weg, Malik Verlag, München 2014 (6. Aufl.), ISBN 978-3-89029-729-3.

Zahlreiche Buchbeiträge in Sammelwerken und Lexika.